# Dacryodes pubescens
Dacryodes pubescens là một loài thực vật có hoa trong họ Burseraceae. Loài này được (Vermoesen) H.J.Lam mô tả khoa học đầu tiên năm 1932.